# Phlegopsis
Phlegopsis là một chi chim trong họ Thamnophilidae.